# Integrovaná úloha
Integrovaná úloha je zadání, se kterým pracují žáci napříč vyučovacími předměty. Z hlediska učitele je to metoda práce s obsahem několika vyučovacích předmětů současně. Principem integrované úlohy je integrace, přesněji koordinace vyučovacích předmětů. Jako taková je integrovaná úloha cílem žákovského poznávání, ale také prostředkem učitelovy práce s obsahem učiva. 

## Využití integrovaných úloh
Nejčastěji bývá integrovaná úloha využívána na prvním stupni základní školy, kde je práce s obsahem organizačně méně náročná, jelikož neodborné vyučování na 1. stupni (nedělené na vědní obory, nýbrž na předměty) dovoluje výuku v ideálním případě ponejvíce jedním – třídním – učitelem. Ten potom udrží myšlenkovou, logickou linii tématu úlohy v těch vyučovacích předmětech, které chce díky úloze propojovat. Učiteli bývá výuka integrovaných úlohy vyhledávána také pro vynikající efekty na sedmiletých až jedenáctiletých žácích. Konkrétněji: jeden a tentýž text úlohy plní cíle více než jednoho vyučovacího předmětu. Například text všestranného jazykového rozboru není využit pouze na hodinách jazyka, ale lze jej pro svůj například vlastivědný obsah využít na hodinách českého jazyka i vlastivědy, anebo naopak může učitel vycházet z vlastivědného textu při výuce českého jazyka. Dále například text slovní úlohy může být podobně využit v tělesné výchově a jiných vyučovacích předmětech. Existuje mnoho variant uspořádání učiva. Česká škola má tradici ve spojování ponejvíce mateřského jazyka a předmětu domověda (prvouka, vlastivěda, přírodověda).

## Stručný vývoj těchto úloh
Na začátku tohoto století se začaly objevovat články, které se didakticky zabývaly spojováním cílů až tří vyučovacích předmětů (českého jazyka, přírodovědy/vlastivědy a školské matematiky). Školní osnovy zůstávají rozdělené na vyučovací předměty, ale v ten den, týden, kdy se vyučuje integrovaně, mizí rozvrh hodin, resp. zůstává časová dotace dotčených předmětů, ovšem jejich učivo se vzájemně promísí v rámci vyučovacího bloku po určitý čas (den, několik dní, týden, měsíc).

## Efekty a výhody integrovaných úloh
Takto koncipovaná výuka má velké pedagogické výhody. Umožňuje učitelům začleňovat do výuky témata regionální a tím vycházet u žáků mladšího školního věku z jejich nejbližšího prostředí, ke kterému mají získávat vztah a tím vytvořit vyučování „na míru“ žákům určitého regionu. Takto jsou respektovány základní vývojově psychologické požadavky na výuku žáků mladšího školního věku – názornost, domovědný princip, regionální tematika, motivace a formování morálních postojů žáků. Autorkou konceptu a metodiky integrované úlohy je Alena Rakoušová. Blokově jsou zařazeny integrované úlohy jako projekty v ne-integrované učebnici.